# Fritz Reichert-Facilides
Fritz Reichert-Facilides (* 24. Oktober 1929 in Bremerhaven; † 23. Oktober 2003) war ein deutscher Rechtswissenschaftler.

## Leben
Reichert-Facilides besuchte die Wilhelm-Raabe-Schule (Bremerhaven). Nach dem Abitur (1949) studierte er an der Universität Hamburg und der Eberhard Karls Universität Tübingen Rechtswissenschaft. Mit einer Doktorarbeit bei Hans Möller wurde er 1956 in Hamburg zum Dr. iur. promoviert. Es folgte ein Aufbaustudium zum Master of Laws an der University of Michigan in Ann Arbor. Seit 1958 LL.M., trat er 1962 als wissenschaftlicher Referent in das Max-Planck-Institut für ausländisches und internationales Privatrecht ein. Fünf Jahre später habilitierte er sich bei Konrad Zweigert an der Universität Hamburg für Zivil- und Handelsrecht, Versicherungsrecht sowie Rechtsvergleichung und internationales Privatrecht. 1970 wurde er zum ordentlichen Professor für Recht an der Universität Innsbruck ernannt, wo er bis zur Emeritierung 1998 lehrte.
Er war Schwiegersohn von Gustav W. Rogge.

## Schriften
- mit Hans Dölle und Konrad Zweigert: Internationalrechtliche Betrachtungen zur Dekolonisierung. Ein Rechtsgutachten. Tübingen 1964, OCLC 904778605.

## Ehrungen
- Verdienstorden der Bundesrepublik Deutschland, Großes Bundesverdienstkreuz

## Herausgeber
- Rechtsschutz in Privatversicherungssachen: Zivilgericht, Aufsichtsbehörde, Ombudsmann? Verhandlungsergebnisse der Deutsch-österreichischen Gemeinschaftstagung (der Arbeitsgemeinschaft für Versicherungswissenschaft) an der Universität Innsbruck vom 7. bis 9. Okt. 1982. Wien 1984, ISBN 3-214-04795-7.
- Privatrechtsvergleichung und internationales Privatrecht an der Universität Innsbruck. Dokumentation einer Universitätsabteilungseröffnung vom 18. November 1991. Innsbruck 1992, ISBN 3-900259-28-3.
- Aspekte des internationalen Versicherungsvertragsrechts im europäischen Wirtschaftsraum. Referate und Diskussionsberichte eines deutsch-österreichisch-schweizerischen Kolloquiums. Tübingen 1994, ISBN 3-16-146212-2.